# Ulead Systems
Ulead Systems (友立資訊) foi uma empresa de Taiwan que trabalhava com softwares, sediada no distrito de Neihu, um distrito de Taipé, Taiwan. É uma subsidiária da corporação Corel.

## História
Ulead foi fundada em 5 de agosto de 1989 por Lotus Chen, Lewis Liaw e Way-Zen Chen. Esses fundaram a Ulead com apoio da Microtek. Depois tiveram ajuda do instituto de Taiwan para Informação e Indústria à desenvolver e comercializar seu primeiro programa que reproduzia fotos com cores feita por um software, o PhotoStyler, para a plataforma do Windows.
A Ulead vendeu o photostyler para a Aldus Software. Entretanto a Aldus passou a não existir quando se fundiu com a Adobe Systems em 1994 e o photostyler não está mais disponível hoje. A Ulead então continuou a desenvolver o PhotoImpact 3, sendo este um competidor da Photoshop da Adobe.
Ulead continuou com o desenvolvimento de vários softwares multimídia como editores de vídeo. Em 17 setembro de 2001, a Ulead entrou na bolsa de valores de Taiwan aonde recebe a listagem de 2487.TW. Em  2005 a Intervídeo adquiriu a Ulead por algo em torno de U$$ 68 milhões. Em 2006 a Corel anunciou que poderia adquirir a Intervideo por U$$ 196 milhões.
Nesse mesmo ano a Ulead foi retirada da bolsa de valores de Taiwan, já que deixara de existir algum tempo antes. Assim, em dezembro deste ano, a Corel anunciou que a aquisição da Intervídeo havia sido completada.